# Jan Arnoldus Schouten
Jan Arnoldus Schouten (Nieuwer-Amstel, 28 augustus 1883 – Epe, 20 januari 1971) was een Nederlands wiskundige. Hij leverde een belangrijke bijdrage aan de ontwikkeling van de tensorrekening en was een van de oprichters van het Centrum Wiskunde & Informatica in Amsterdam.
Schouten was gekozen tot lid van de Koninklijke Nederlandsche Akademie van Wetenschappen afdeling natuurkunde op 20 mei 1933.

## Werken door Schouten
- Grundlagen der Vektor- und Affinoranalysis, Leipzig: Teubner, 1914.
- On the Determination of the Principle Laws of Statistical Astronomy, Amsterdam: Kirchner, 1918.
- Der Ricci-Kalkül, Berlijn: Julius Springer, 1924.
- Einführung in die Neuen Methoden der Differentialgeometrie, 2 vols., Gröningen: Noordhoff,1935-8.
- Ricci Calculus 2d edition thoroughly revised and enlarged, New York: Springer-Verlag, 1954.
- Met W. Van der Kulk, Pfaff's Problem and Its Generalizations, New York: Chelsea Publishing Co., 1969.
- Tensor Analysis for Physicists 2d edn., New York: Dover Publications, 1989.

## Verder lezen
- Albert Nijenhuis, "J A Schouten : A Master at Tensors", Nieuw archief voor wiskunde 20 (1972), 1-19.
- Karin Reich, History of Tensor Analysis, [1979] transl. Boston: Birkhauser, 1994.
- Dirk J. Struik, "Schouten, Levi-Civita and the Emergence of Tensor Calculus," in David Rowe and John McCleary, eds., History of Modern Mathematics, vol. 2, Boston: Academic Press, 1989. 99-105.
- Hubert F. M. Goenner, Living Reviews Relativity, vol 7 (2004) Ch. 9, "Mutual Influences Among Mathematicians and Physicists?"